# Terry of the Times
Terry of the Times é um seriado estadunidense de 1930, gênero ação, dirigido por Henry MacRae, em 10 capítulos, estrelado por Reed Howes e Lotus Thompson. O seriado foi produzido e distribuído pela Universal Pictures, veiculando nos cinemas estadunidenses a partir de 11 de agosto de 1930. Foi ainda um filme mudo, mas o 5º seriado da Universal com elementos sonoros, com sequências de fala sincronizadas, música e efeitos sonoros. Foi o último seriado ainda parcialmente mudo, e o próximo seriado da Universal, The Indians Are Coming, já seria totalmente sonoro.
Este seriado é considerado perdido.

## Sinopse
Terry Macy (Reed Howes), filho de um fundador de jornal, é designado para investigar um misterioso aviso assinado “30” (termo de jornal para”The End”) que foi enviado a um político local. Terry é capturado em uma reunião clandestina dos The Mystic Mendicants, uma gangue de bandidos, onde ele ouve os planos de uma trama para matar seu tio, Robert Macy, editor do jornal. Terry deve também, segundo a sua vontade dos pais, casar dentro de um curto período de tempo para herdar o jornal.

## Elenco
- Reed Howes … Terry
- Lotus Thompson … Eileen
- Sheldon Lewis … Macy
- John Oscar … Rastus
- William T. Hayes … Patch Dugan
- Mary Grant … Atiradora
- Norman Thomson … Homem cego
- Kingsley Benedict … Corcunda

## Capítulos
1. The Mystic Mendicants
2. The Fatal 30!
3. Death's Highway
4. Eyes of Evil
5. Prowlers of the Night
6. The Stolen Bride
7. A Doorway of Death
8. A Trail of Treachery
9. Caught in the Net
10. A Race for Love

Fonte:

## O seriado no Brasil
Estreou no Brasil em 21 de março de 1931, no Cine São José, em São Paulo, sob o título “A Quadrilha dos Mendigos”.